# يوسف علي خواة (قلعة بيابان)
يوسف علي خواة (بالفارسية: یوسف علی‌خواه) هي قرية تقع في إيران في البلدة المركزية.